# Побережье (Калининградская область)
Побережье — посёлок в Багратионовском районе Калининградской области. Входит в состав Долгоруковского сельского поселения.

## История
Населённый пункт относится к исторической области древней Пруссии именем Натангия.
Поселение Шнакайнен было основано в 1414 году. В 1910 году здесь проживало 256 человек, в 1933 году — 234, в 1939 году — 219 человек.
Населённый пункт Поршкайм был основан около 1419 года, Кисситтен — в 1342 году. В 1910 население Поршкайма составляло 103 жителя, Кисситтена — 85 жителей. В 1928 году Кисситтен вошёл в состав Поршкайма. В 1933 году здесь проживало 286 человек, в 1939 году — 264.
9 февраля 1945 года Шнакайнен был взят войсками Красной Армии. В 1946 году Шнакайнен и Ной-Шнакайнен были объединены в посёлок Побережье. Поршкайм был переименован в посёлок Сидорово, Кисситтен — в Григорьево. В 1992 году посёлки Григорьево и Сидорово вошли в состав посёлка Побережье.

## Население
| 2002 | 2010 |
| ---- | ---- |
| 350  | ↘282 |